# Въздушнодесантни войски
Въздушнодесантните войски, (ВДВ) са военни части, обикновено лека пехота, транспортирани със самолет и спускани с парашут над бойното поле. По този начин могат да бъдат спускани зад вражеските линии и има възможност да бъдат разгръщани почти навсякъде с минимално предупреждение. Големината на формациите е ограничена най-вече от броя и размера на наличните самолети.
Обикновено въздушно-десантните войски не разполагат с достатъчно количество боеприпаси и екипировка за продължителни бойни операции. По тази причина най-често са използвани за овладяване на важни позиции преди основното настъпление. Също така въздушно-десантните операции се влияят от атмосферното време. Развитието на вертолетите след Втората световна война допълнително увеличава гъвкавостта на въздушно-десантните операции. Поради ограничения обхват и капацитет на тези машини много страни все още поддържат формирования от парашутисти.